# Live As All Get Out
Live As All Get Out es un álbum en vivo de la agrupación estadounidense de punk rock Mr. Epp and the Calculations, publicado en 1984 y relanzado en 1992.

## Lista de canciones
1. "Strong Arm of the Law"
2. "Jaded"
3. "Take Me"
4. "Out Of Control"
5. "Keep on Smilin' Till the End"
6. "Moral Majority"
7. "Red Brigade"
8. "Non-Conformity Socks"
9. "The Rose/A Friend..."
10. "Acceptance II"
11. "Intellectual Fool"
12. "What's Right?"
13. "Flogging A Dead Horse"
14. "Altercations in the San Juan"
15. "There Is No Now"
16. "The Pigeon in the Fountain Bed"
17. "Time"
18. "Stairway to Heaven" (Cover de Led Zeppelin)
19. "I Wanna Be Your Dog" (Cover de Iggy Pop)
20. "Acceptance"
21. "Dance (A Lot!)"
22. "Genocide"
23. "The Witch"
24. "I and I Luv Jah"
25. "Mohawk Man/Louie Louie" (Cover de Richard Berry)